# Mwape Miti
Mwape Miti (24 maggio 1973) è un ex calciatore zambiano.

## Carriera

### Club
Dopo aver giocato in patria con il Mulungushi Chiefs e poi con il Power Dynamos (vincendo un campionato ed una coppa nazionale), nel 1997 si è trasferito ai danesi dell'Odense dove è rimasto per nove stagioni fino alla fine della carriera nel 2006. Ha vinto la classifica dei marcatori della Superliga danese 2003-2004 in coabitazione con altri tre giocatori.

### Nazionale
Ha fatto parte della Nazionale dello Zambia prendendo parte alla Coppa d'Africa 1996 (centrando il terzo posto) e poi alla Coppa d'Africa 2000.

## Palmarès

### Club
- Campionato zambiano di calcio: 1

Power Dynamos: 1997
- Coppa di Zambia: 1

Power Dynamos: 1997
- DBUs Landspokalturnering: 1

Odense: 2001-2002

### Individuale
- Capocannoniere della 1. Division: 1

1998-1999
- Capocannoniere del campionato danese: 1

2003-2004